# マルティン・ボロウスキ
マルティン・ボロウスキ（Martin Borowski、1966年5月12日 - ）は、ドイツ出身の法律専門家。

## 来歴
1985年クリスティアン・アルブレヒト大学キールで法律を学ぶ。
1991年に最初の国家試験に合格。
1992年4月から1993年9月までクリスティアン・アルブレヒト大学キールでRobert　Alexyの助手。
2005年から2012年までウェストミンスター大学法学部とワシントン大学法学部教授。またバーミンガム大学教授。
現在はルプレヒト・カール大学ハイデルベルクからの招集を受け入れ、それ以来、2010年に亡くなったヴィンフリート・ブルッガーの後任として、公法、憲法理論、法哲学の教授。